# Bronica
Bronica, aussi appelée Zenza Bronica (en japonais : ゼンザブロニカ), est une ancienne marque japonaise d'appareils photographiques argentiques moyen format et d'équipements photographiques, dont le siège social était situé à Tokyo. 
Avec ses appareils photographiques mono-objectif, elle concurrençait des marques comme Hasselblad, Mamiya ou Pentax sur le marché du moyen format argentique. 

## Historique

### Origines de la société
Le fondateur de la société, Zenzaburō Yoshino (né le 25 janvier 1911 et décédé le 23 novembre 1988), dont le nom a directement inspiré celui de la marque, s'intéresse très tôt aux innovations technologiques, notamment à la mécanique des appareils photographiques. Yoshino descend d'une famille propriétaire de cultures de riz.
Mais avant de devenir un fabricant d'appareils photographiques à partir de 1959, Bronica était connue depuis 1947 pour ses accessoires en métal : étuis à cigarettes, montres, broches et briquets. C'est le succès de cette activité qui va permettre à son fondateur de financer la réorientation de la production vers le matériel photographique avec la création de la société Bronica Kogyo Kabushiki Kaisha (Bronica Industries, Inc.), ce dernier étant un admirateur des appareils photo des marques Leica and Rolleiflex.

### Développement de la production d'appareils photographiques
En partant d'un premier prototype, baptisé Yoshino Flex, huit versions sont nécessaires au développement du prototype final. L'appareil est équipé d'objectifs Nikkor, en partenariat avec la Japan Optical Industries Co., Ltd. (Nikon Corporation). Bronica développe par la suite ses propres optiques à obturateur central, en partenariat avec la marque Seiko. 
Le nom Bronica vient de buroni, une déformation de la prononciation du Kodak Brownie. Le premier modèle commercial de la marque est le Bronica Zenza. Le format des pellicules était le même que pour celui du Kodak Brownie, et plusieurs pièces pouvaient être remplacées. 

### Cession puis disparition de la marque
Bronica est acquise par le fabricant d'objectifs photographiques Tamron en 1998.
La production des appareils photographiques Bronica s'arrête progressivement entre 2002 et 2004. Le dernier modèle à être commercialisé, jusqu'en septembre 2005, est l'appareil télémétrique Bronica RF645. Avec lui, disparaît définitivement la marque Bronica.

## Listes des appareils photographiques produits par Bronica

### Modèles classiques
Il s'agit d'appareils reflex mono-objectif, moyen format de 6 x 6 cm :
- Bronica S (de 1961 à 1965) ;
- Bronica C (de 1964 à 1965) ;
- Bronica C2 (de 1965 à 1972) ;
- Bronica S2 (de 1965 à 1969) ;
- Bronica S2A (de 1972 à 1977) ;
- Bronica EC (de 1972 à 1978) ;
- Bronica  EC-TL (de 1975 à 1978) ;
- Bronica EC-TL II (de 1978 à 1980).

### Série ETR
Il s'agit d'appareils reflex mono-objectif, moyen format de 6 x 4,5 cm :
- Bronica ETR (de 1976 à 1980) ;
- Bronica ETR-C (de 1977 à 1980) ;
- Bronica ETRS (de 1978 à 1989) ;
- Bronica ETRC (de 1978 à 1980) ;
- Bronica ETRSi (de 1988 à 2004).

### Série SQ
Il s'agit d'appareils reflex mono-objectif, moyen format de 6 x 6 cm :
- Bronica SQ (de 1980 à 1984) ;
- Bronica SQ-A (de 1982 à 1991) ;
- Bronica SQ-Am (de 1982 à 1991) ;
- Bronica SQ-Ai (de 1990 à 2003) ;
- Bronica SQ-B (de 1996 à 2003).

### Série GS
Il s'agit d'un appareil modulaire autorisant différents formats de prise de vue, au moyen de dos interchangeables (6 x 4,5 cm, 6 x 6 cm et 6 x 7 cm).
- Bronica GS-1 (1983 à 2002).

### Série RF
Il s'agit d'un appareil télémétrique au format 6 x 4,5 cm, plus léger et compact que les autres modèles de la marque.
- Bronica RF645 (de 2000 à 2005).

Galerie de photographies d'appareils de la marque Bronica
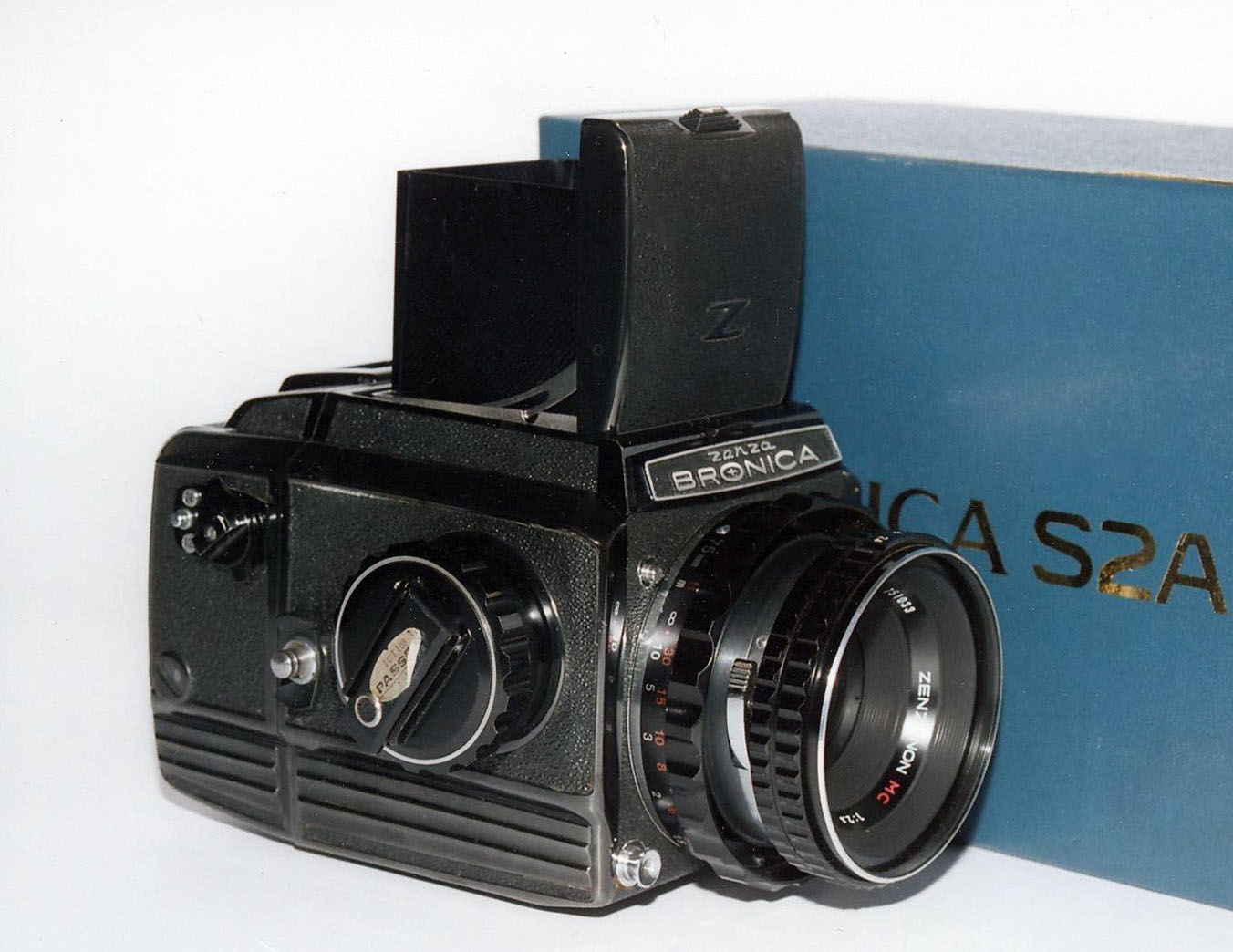
Bronica S2
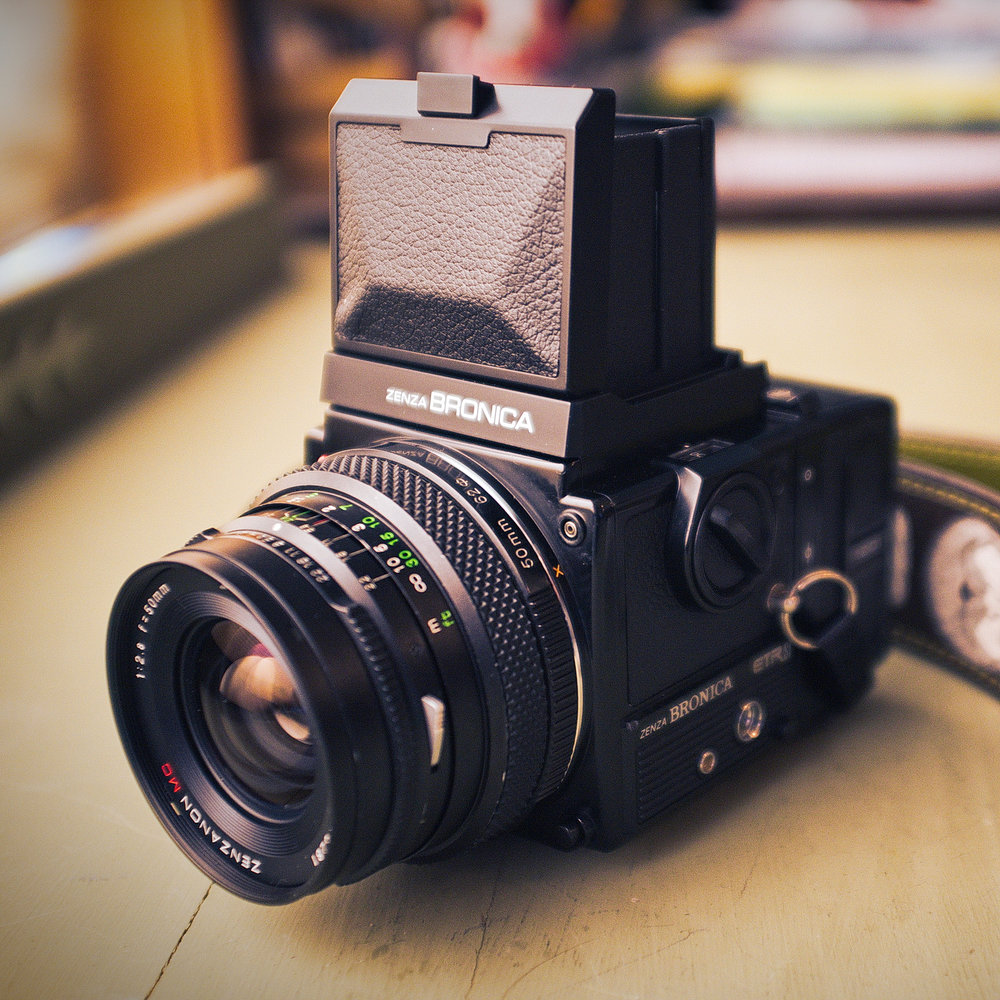
Bronica ETR
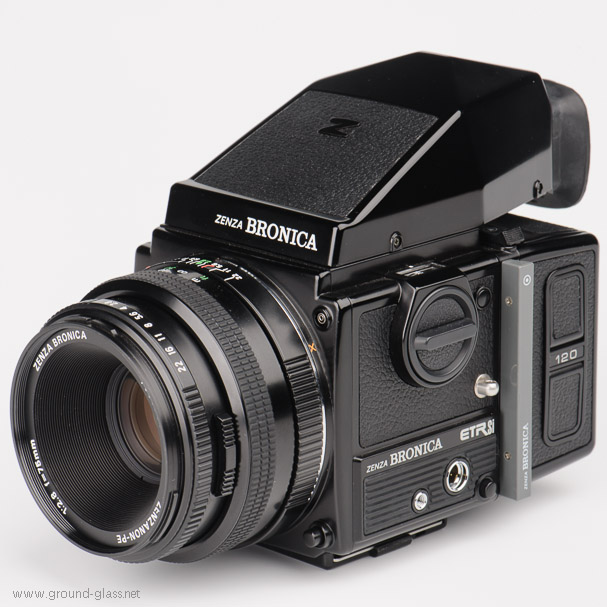
Bronica ETRSi II
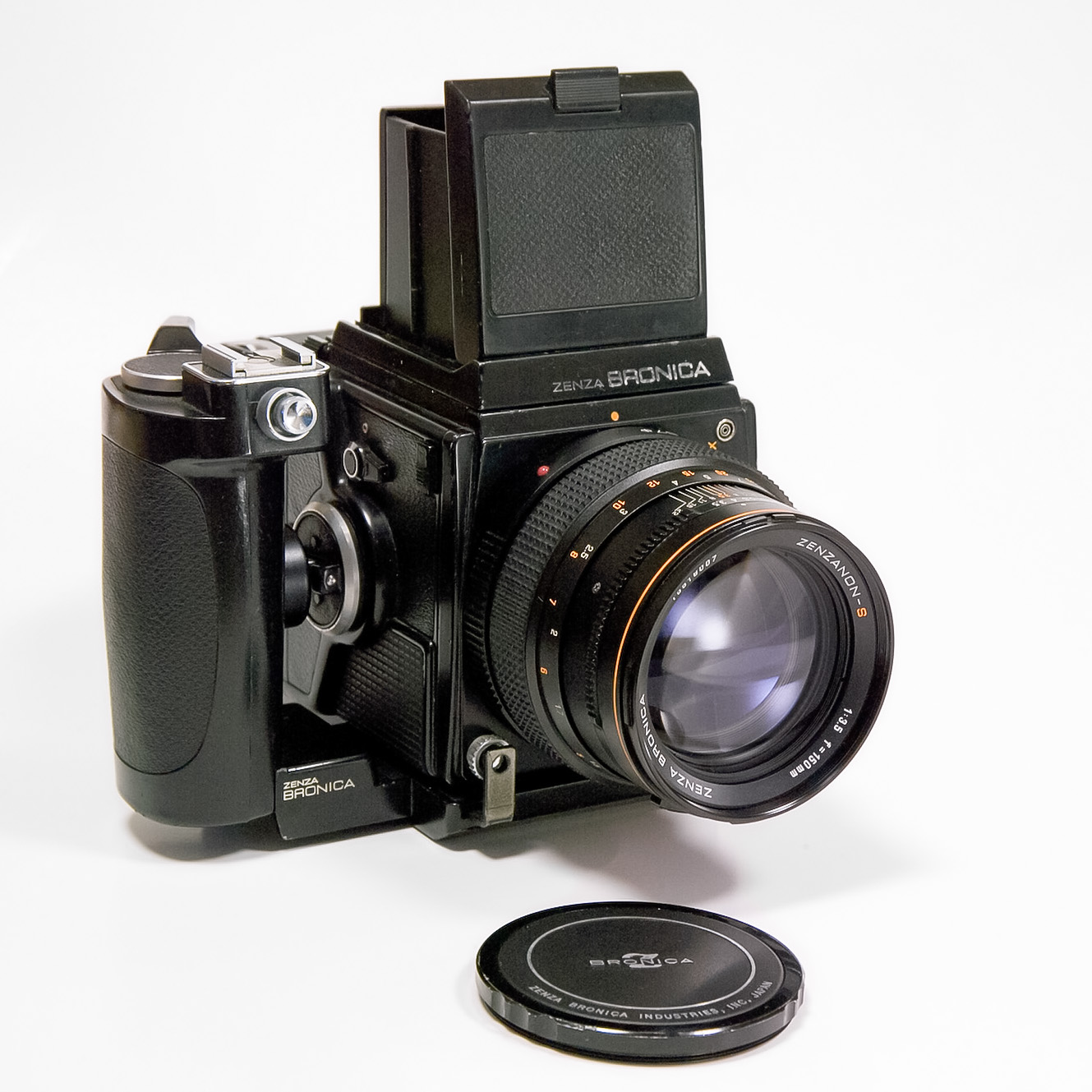
Bronica SQ
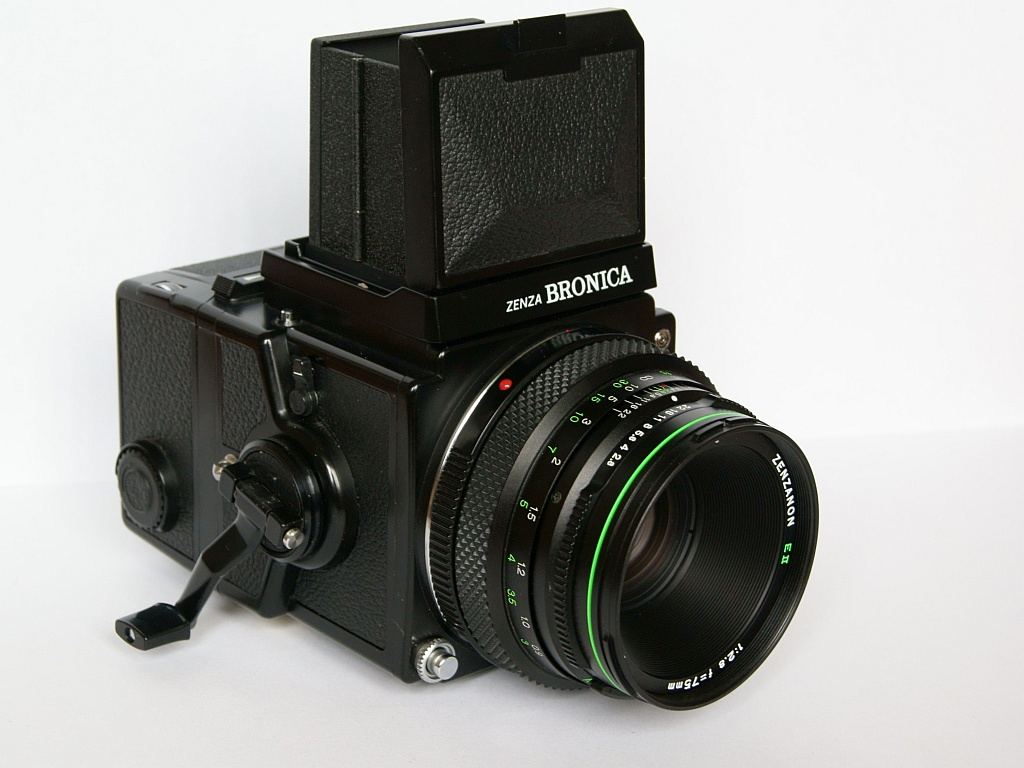
Bronica ETRS
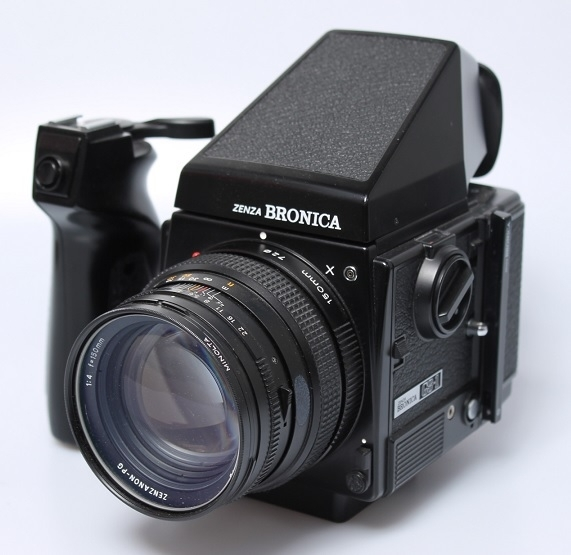
Bronica GS-1
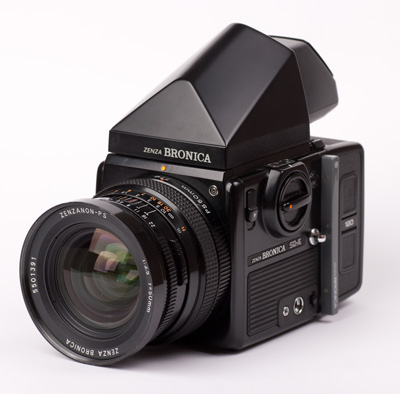
Bronica SQ-Ai